# Giuseppe Peruchetti
Giuseppe Peruchetti (Gardone Val Trompia, 30 ottobre 1907 – Gardone Val Trompia, 21 maggio 1995) è stato un calciatore, allenatore di calcio e partigiano italiano, di ruolo portiere.

## Biografia
Durante la guerra fece parte delle milizie partigiane nella "Seconda Divisione Langhe", ove fu compagno di lotta di Beppe Fenoglio, venne arrestato e condannato a morte, che evitò grazie anche agli avvocati della Juventus, subì una lunga prigionia nel carcere di Alba.
Il 25 giugno 1945 si sposò con Gloria Bruno.
Morì tragicamente nel maggio del 1995, cadendo dalla finestra di casa.

## Carriera

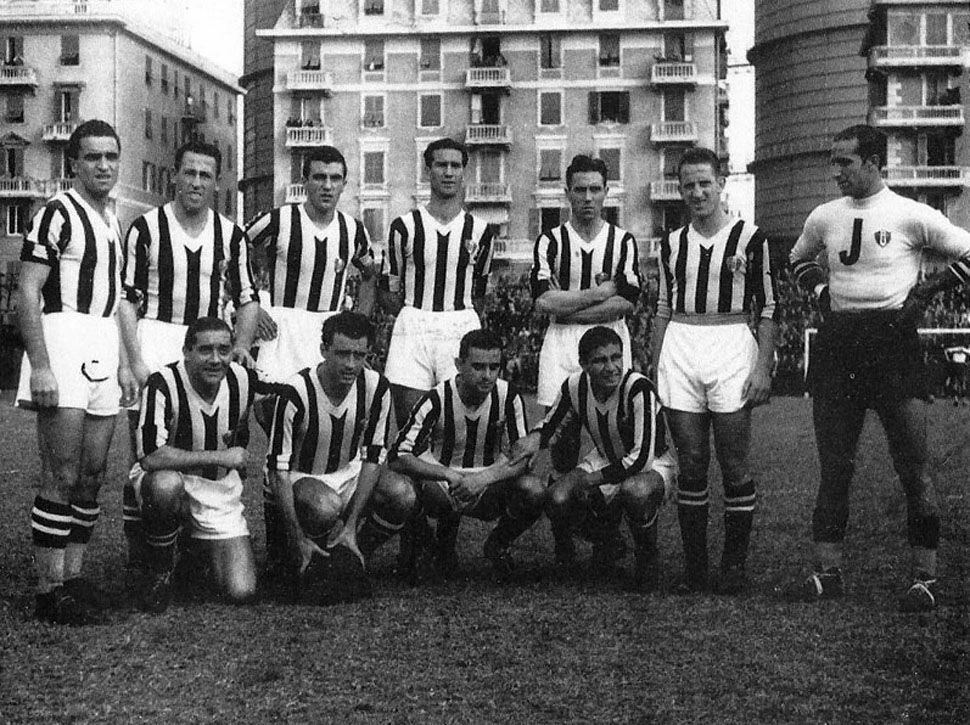
Peruchetti (in piedi, primo da destra) alla Juventus nel 1942

Cresciuto nella Giuseppe Bernardelli della natìa Gardone Val Trompia, dove giocò per sei stagioni, partì per il servizio militare prestato a Bressanone nel 2º Reggimento Artiglieria da Montagna. Tornato a casa fu tesserato dalla Boifava di Brescia, società da dove erano usciti i fratelli Evaristo e Berardo Frisoni, Angelo Pasolini, Andrea Gadaldi, Luigi Giuseppe Giuliani e Mario Maffioli. Ma in breve tempo la Boifava fu sciolta.
Gioca le ultime partite del campionato 1927-28 nella squadra uliciana del Villa Cogozzo, quando passa ancora in giovane età al Brescia, formandosi alla scuola di Giuseppe Trivellini, ex portiere della nazionale.
Molto bravo tra i pali, la sua specialità è la deviazione in angolo, di pugno. Nelle Rondinelle esordisce il 18 novembre 1928, 7ª giornata di andata del girone B del campionato di Divisione Nazionale: Brescia-Biellese 1-0.
A Brescia Peruchetti rimane sette stagioni e si mette a tal punto in evidenza da meritare la convocazione in Nazionale. L'esordio in maglia azzurra avviene il 17 maggio 1936 (Italia - Austria 2-2). Dieci giorni dopo, la sua prestazione a Budapest lo consacra definitivamente come uno dei migliori portieri italiani.
Nell'estate del 1936 si trasferisce all'Ambrosiana-Inter, chiamato a sostituire Carlo Ceresoli. In maglia nerazzurra rimane cinque stagioni, compresa una da allenatore, vincendo da protagonista due scudetti e una Coppa Italia; stregò i tifosi e giornalisti milanesi, che gli appiccicarono addosso il soprannome di "Pantera Nera" per via delle sue parate acrobatiche e del colore della divisa che era solito indossare.
Nella stagione 1940-1941, insieme a Italo Zamberletti, diventa allenatore dell'Ambrosiana-Inter, avallando tra l'altro la cessione di Meazza al Milan. La squadra nerazzura arriva seconda dietro al Bologna. L'anno seguente, caso unico nel calcio italiano, rimette i guantoni e difende la porta della Juventus, con cui concluse la sua carriera, vincendo la Coppa Italia nel 1942.
Ha detenuto per settantanove anni il record d'imbattibilità come portiere del Brescia (750'). Rimase imbattuto tra il 20 novembre 1932, quando subì due reti dal Novara, al 19 febbraio 1933 (quando subì una rete nella vittoria per 3-1 contro la Comense). Tale record fu superato nel 2012 da Michele Arcari.
Lasciato il calcio giocato fu, tra i campionati di 1948-1949 e 1949-1950, allenatore della Reggina. Tornato a Gardone Val Trompia, fu allenatore e osservatore del Beretta Gardone.

## Statistiche

### Cronologia presenze e reti in nazionale
| Cronologia completa delle presenze e delle reti in nazionale ― Italia | Cronologia completa delle presenze e delle reti in nazionale ― Italia | Cronologia completa delle presenze e delle reti in nazionale ― Italia | Cronologia completa delle presenze e delle reti in nazionale ― Italia | Cronologia completa delle presenze e delle reti in nazionale ― Italia | Cronologia completa delle presenze e delle reti in nazionale ― Italia | Cronologia completa delle presenze e delle reti in nazionale ― Italia | Cronologia completa delle presenze e delle reti in nazionale ― Italia |
| Data                                                                  | Città                                                                 | In casa                                                               | Risultato                                                             | Ospiti                                                                | Competizione                                                          | Reti                                                                  | Note                                                                  |
| --------------------------------------------------------------------- | --------------------------------------------------------------------- | --------------------------------------------------------------------- | --------------------------------------------------------------------- | --------------------------------------------------------------------- | --------------------------------------------------------------------- | --------------------------------------------------------------------- | --------------------------------------------------------------------- |
| 17-5-1936                                                             | Roma                                                                  | Italia                                                                | 2 – 2                                                                 | Austria                                                               | Amichevole                                                            | -2                                                                    |                                                                       |
| 31-5-1936                                                             | Budapest                                                              | Ungheria                                                              | 1 – 2                                                                 | Italia                                                                | Amichevole                                                            | -1                                                                    |                                                                       |
| Totale                                                                |                                                                       | Presenze                                                              | 2                                                                     |                                                                       | Reti                                                                  | -3                                                                    |                                                                       |

## Palmarès

### Giocatore

#### Club
- Campionato italiano: 2

Ambrosiana-Inter: 1937-1938, 1939-1940
- Coppa Italia: 2

Ambrosiana-Inter: 1938-1939
Juventus: 1941-1942